# Nottjärnen, Medelpad
Nottjärnen är en sjö i Ånge kommun i Medelpad och ingår i Delångersåns huvudavrinningsområde. Sjön har en area på 0,127 kvadratkilometer och ligger 435,1 meter över havet.

## Delavrinningsområde
Nottjärnen ingår i det delavrinningsområde (690443-151926) som SMHI kallar för Utloppet av Överstensjön. Medelhöjden är 441 meter över havet och ytan är 12,8 kvadratkilometer. Det finns ett avrinningsområde uppströms, och räknas det in blir den ackumulerade arean 23,14 kvadratkilometer. Stensjöån som avvattnar avrinningsområdet har biflödesordning 2, vilket innebär att vattnet flödar genom totalt 2 vattendrag innan det når havet efter 134 kilometer. Avrinningsområdet består mestadels av skog (78 procent) och sankmarker (12 procent). Avrinningsområdet har 0,69 kvadratkilometer vattenytor vilket ger det en sjöprocent på 5,4 procent.